# Ford Escort (China)
Der Ford Escort ist eine Limousine des Automobilherstellers Ford, die erstmals auf der Shanghai Auto Show 2013 als Konzeptfahrzeug präsentiert wurde. Im April 2014 debütierte die Serienversion auf der Beijing Auto Show. Zwischen Anfang 2015 und Anfang 2023 wurde der Escort in China verkauft. Auf der Beijing Auto Show 2018 präsentierte Ford eine überarbeitete Version des Escort. Erneut überarbeitet wurde die Baureihe im April 2021.
Das Fahrzeug ist das erste ausschließlich für China entwickelte Fahrzeug der Marke Ford, der Name entstammt dem bis 2000 produzierten Escort. Das Modell war zwischen dem Fiesta und dem Focus platziert und basiert auf der Stufenheck-Version der zweiten Focus-Generation.

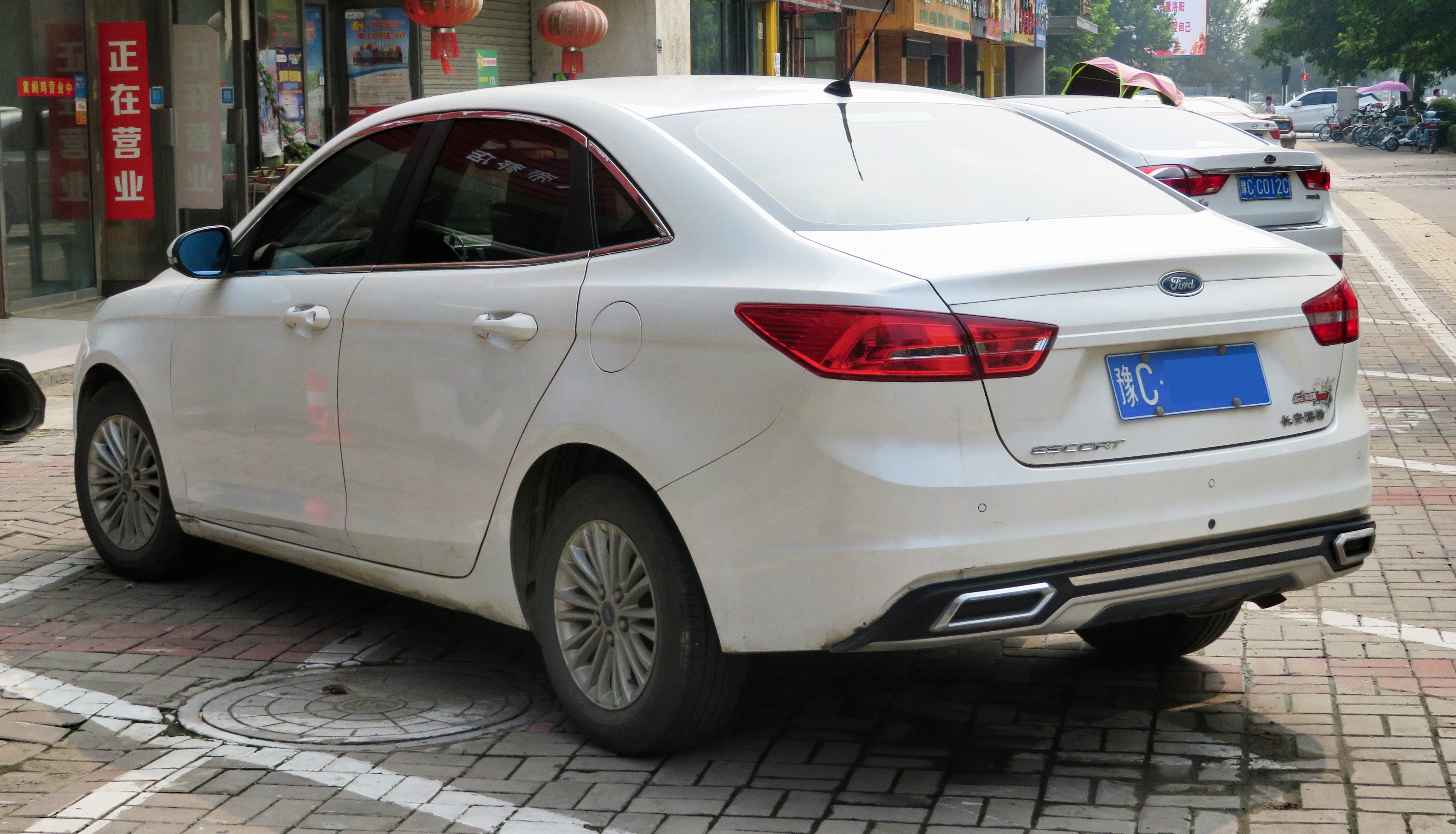
Heckansicht
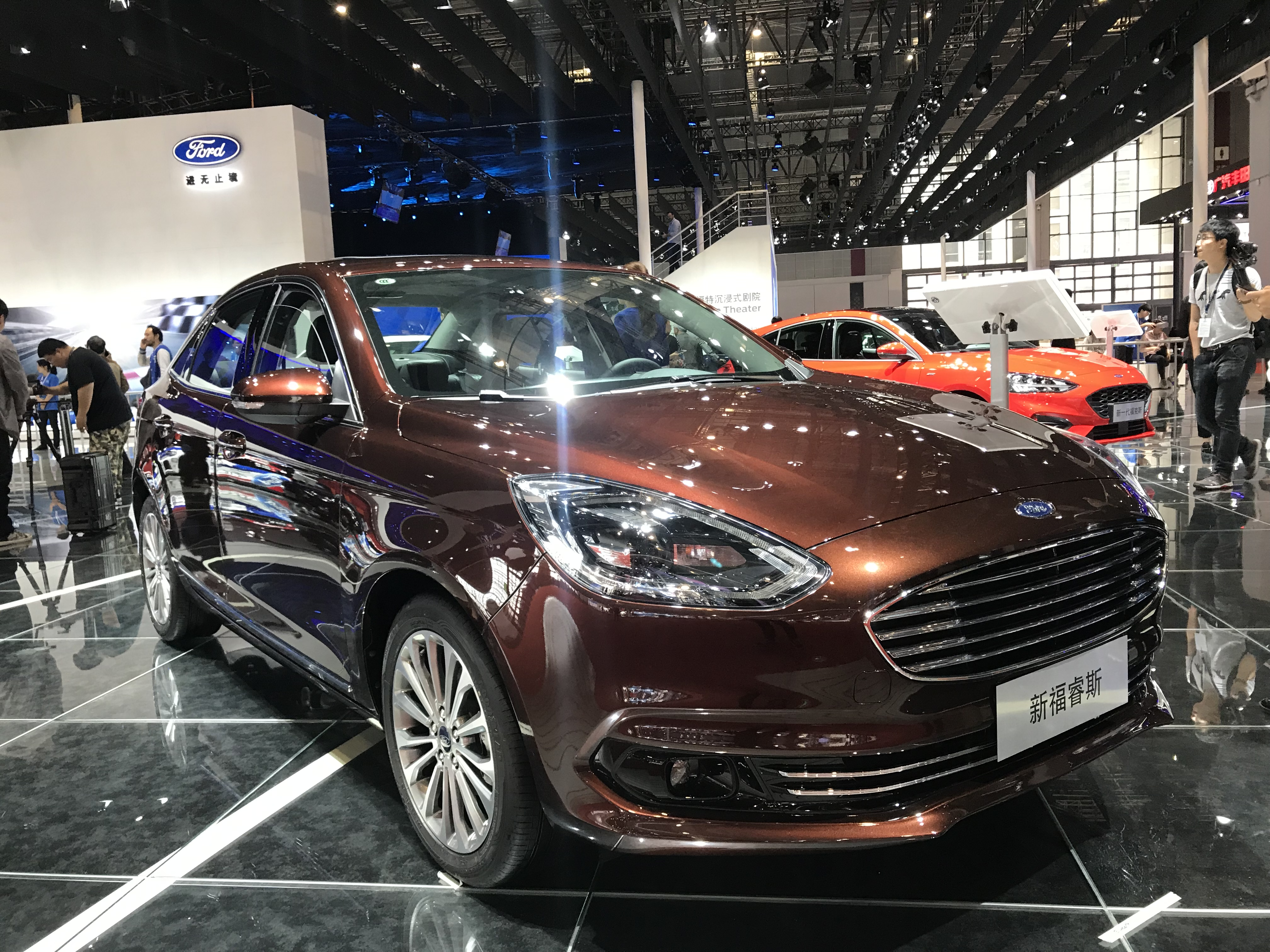
Ford Escort (2018–2021)
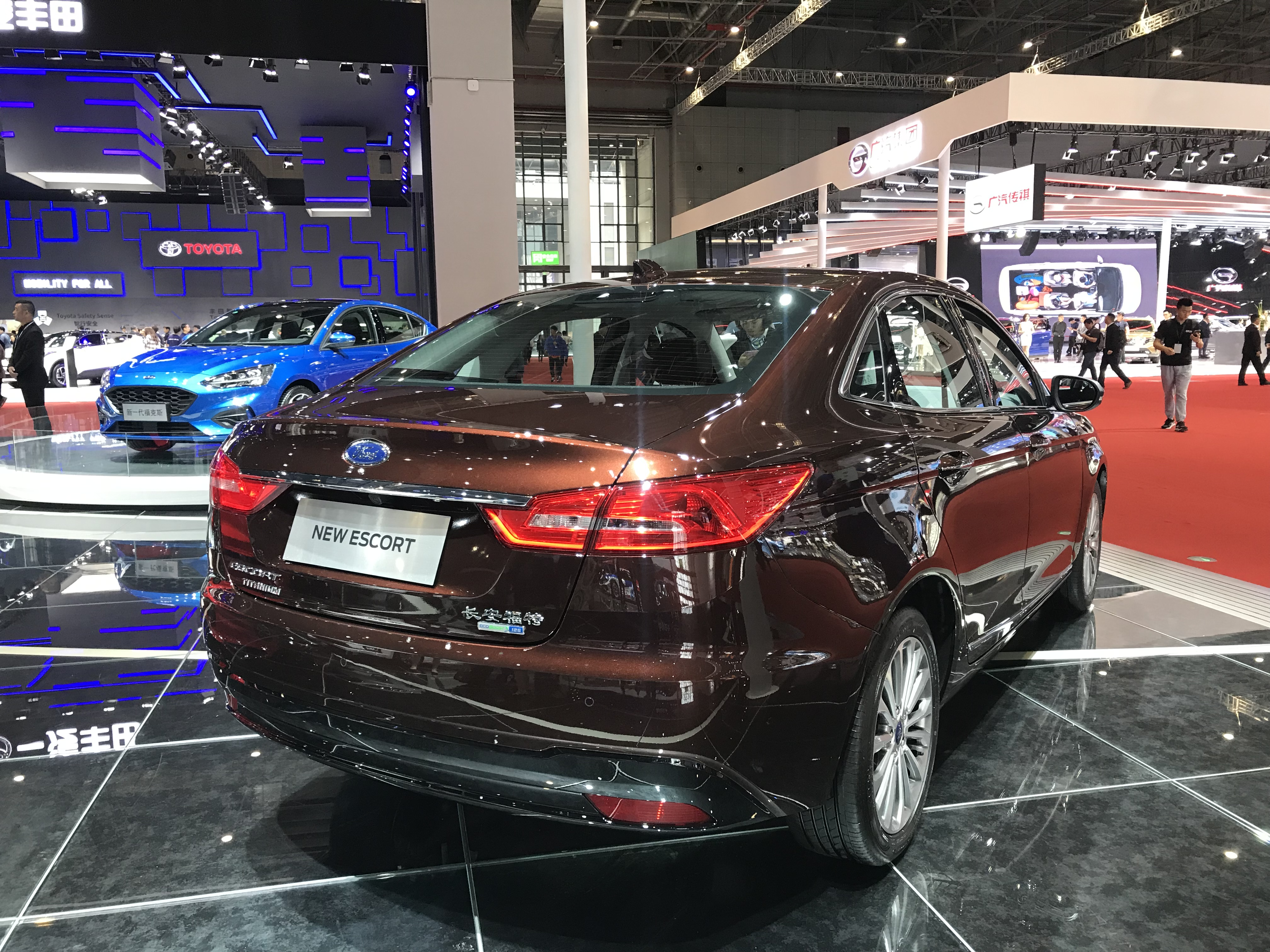
Heckansicht
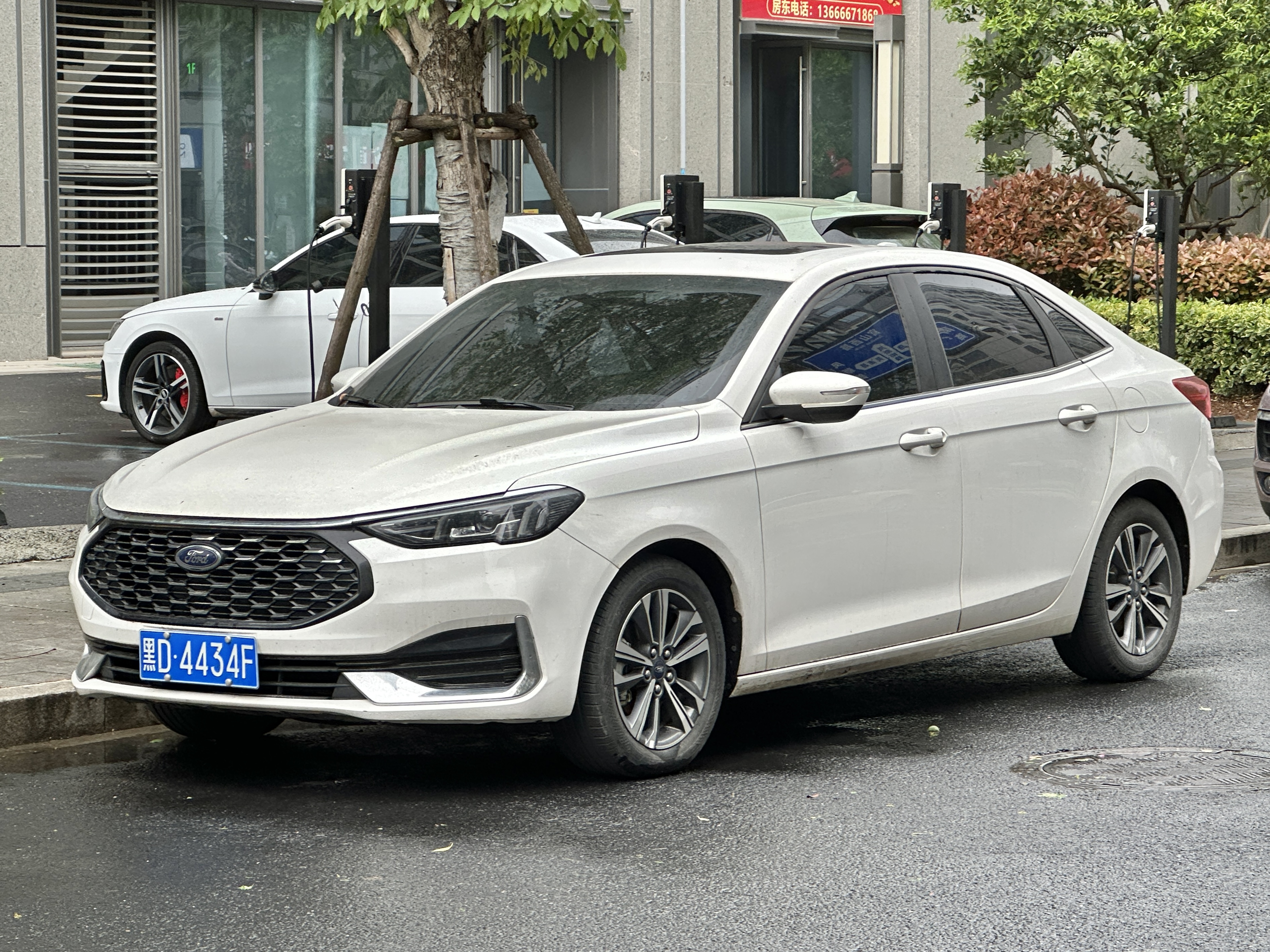
Ford Escort (2021–2023)
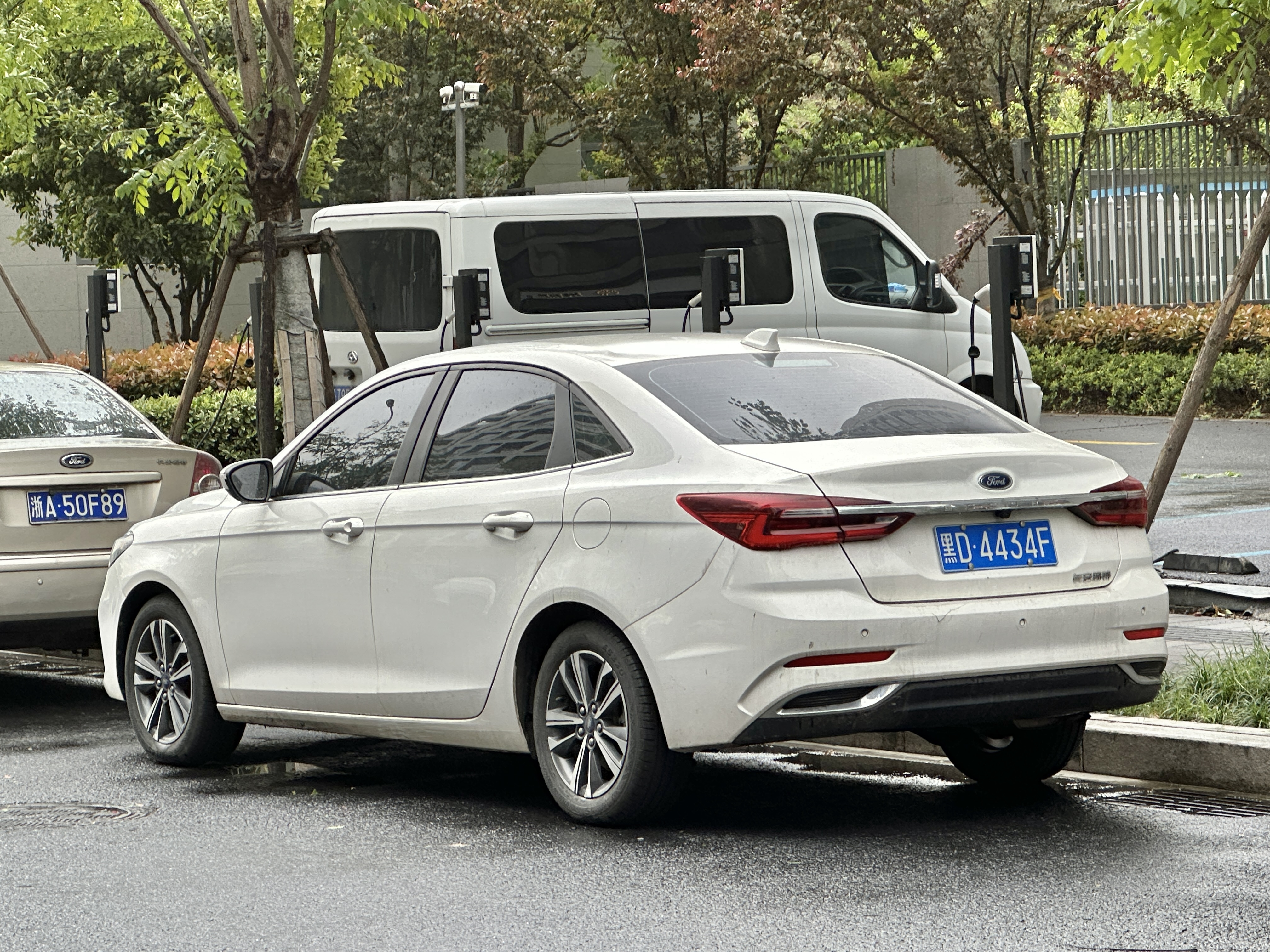
Heckansicht

Angetrieben wurde der Escort bis Oktober 2018 ausschließlich von einem 1,5-Liter-Ottomotor. Seitdem ist außerdem ein 1,0-Liter EcoBoost-Ottomotor erhältlich.

## Technische Daten
|                                | 1.5 Ti-VCT                 | 1.5 Ti-VCT                 | 1.0 EcoBoost             |
| Bauzeitraum                    | 01/2015–10/2018            | 10/2018–02/2023            | 10/2018–06/2019          |
| Motorkenndaten                 |                            |                            |                          |
| Motortyp                       | R4-Ottomotor               | R3-Ottomotor               | R3-Ottomotor             |
| Hubraum                        | 1498 cm³                   | 1497 cm³                   | 999 cm³                  |
| Verdichtungsverhältnis         | 11,0 : 1                   | 11,0 : 1                   | 10,5 : 1                 |
| max. Leistung bei min−1        | 83 kW (113 PS) bei 6000    | 90 kW (122 PS) bei 6500    | 94 kW (128 PS) bei 6000  |
| max. Drehmoment bei min−1      | 142 Nm bei 4500            | 150 Nm bei 4500            | 170 Nm bei 1400–4500     |
| Kraftübertragung               |                            |                            |                          |
| Antrieb, serienmäßig           | Vorderradantrieb           | Vorderradantrieb           | Vorderradantrieb         |
| Getriebe, serienmäßig          | 5-Gang-Schaltgetriebe      | 6-Gang-Schaltgetriebe      | 6-Gang-Automatikgetriebe |
| Getriebe, optional             | [6-Gang-Automatikgetriebe] | [6-Gang-Automatikgetriebe] | —                        |
| Messwerte                      |                            |                            |                          |
| Höchstgeschwindigkeit          | 188 km/h [179 km/h]        | 189 km/h [184 km/h]        | 186 km/h                 |
| Beschleunigung, 0–100 km/h     | k. A. [12,0 s]             | k. A. [12,2 s]             | 12,3 s                   |
| Kraftstoffverbrauch auf 100 km | 6,5 l Super [6,8 l Super]  | 5,6 l Super [5,7 l Super]  | 5,7 l Super              |
| Leergewicht                    | 1255 kg [1300 kg]          | 1261 kg [1308 kg]          | 1359 kg                  |
| Tankinhalt                     | 50 l                       | 50 l                       | 50 l                     |